# Heorhij Natarow
Heorhij Wadymowytsch Natarow (ukrainisch Георгій Вадимович Натаров; * 9. August 1988 in Charkow, Ukrainische SSR; englische Transkription Georgiy Natarov) ist ein ukrainischer Badmintonspieler.

## Karriere
Heorhij Natarow wurde 2007 ukrainischer Juniorenmeister im Herrendoppel. Bei den europäischen Hochschulmeisterschaften im Badminton gewann er 2009 und 2011 Bronze im Mixed. 2009 nahm er auch an den Badminton-Weltmeisterschaften teil und wurde Dritter bei den Kharkiv International 2009. Bei den St. Petersburg White Nights 2010 belegte er ebenso Rang drei wie bei den Polish International 2011.